# Sheena Napier
Sheena Napier ist eine britische Kostümbildnerin.

## Leben
Sheena Napier startete ihre Karriere in den 1980ern. Sie arbeitete vor allem für das britische Fernsehen und betreute als Kostümdesignerin unter anderem die Serien EastEnders, Bread und ’Allo ’Allo!. Bei der Oscarverleihung 1993 war sie für ihre Arbeit an der Tragikomödie Verzauberter April für den Oscar nominiert.
2013 erhielt sei einen BAFTA Award für die Miniserie Parade’s End – Der letzte Gentleman. Für dieselbe Serie war sie auch für einen Primetime Emmy nominiert.

## Filmografie
- 1985: By the Sword Divided (Fernsehserie)
- 1985: In Sickness and in Health (Fernsehserie)
- 1987: Bread (Fernsehserie)
- 1987: EastEnders (Fernsehserie)
- 1988–1989: ’Allo ’Allo! (Fernsehserie)
- 1991: Verzauberter April (Enchanted April)
- 1994: Backbeat
- 1994: Moondance
- 1995: Jake’s Progress (Fernsehserie)
- 1997: Rag Nymph (Miniserie)
- 1997: The Moth (Fernsehfilm)
- 1998: Die menschliche Bombe (Human Bomb)
- 1999: Ravenous – Friss oder stirb (Ravenous)
- 1999: 40 Meilen Abenteuer (Durango)
- 1999: Cotton Mary
- 1999: The Turn of the Screw (Fernsehfilm)
- 2001: Verrat auf Leben und Tod (The Whistle-Blower) (Fernsehfilm)
- 2002: The Heart of Me
- 2003: Reversals (Fernsehfilm)
- 2003–2013: Agatha Christie’s Poirot (Poirot) (Fernsehserie)
- 2005: Wah-Wah
- 2007: Ballet Shoes (Fernsehfilm)
- 2007–2013: Agatha Christie’s Marple (Fernsehserie)
- 2010: Wild Target – Sein schärfstes Ziel (Wild Target)
- 2012: Parade’s End – Der letzte Gentleman (Parade’s End) (Miniserie)
- 2012: Rosamunde Pilcher: Die andere Frau (The Other Wife) (Zweiteiler)
- 2013: The Village (Fernsehserie)
- 2014: The Great Fire (Fernsehserie)
- 2015–2016: Galavant (Fernsehserie)
- 2017: Howard’s End (Fernsehserie)
- 2018: Die Libelle (The Little Drummer Girl) (Fernsehserie)
- 2019: Baptiste (Fernsehserie)